# Senza filtro
Senza filtro è un film del 2001 diretto da Mimmo Raimondi.
La pellicola racconta la storia del gruppo musicale Articolo 31. È uscito nelle sale italiane il 31 agosto 2001.
In occasione dell'uscita del film, gli Articolo 31 pubblicarono il 5 settembre 2001 il video del brano Fino in fondo, contenuto nell'album Xché sì!.
Il film è girato nella periferia milanese a Barona, dove vivono i due ragazzi protagonisti: Nico e Ray.

## Trama
Dall'incontro tra Nico e Ray e dalle reciproche conoscenze nasce un folto gruppo di amici. I giovani si trovano ad affrontare le piaghe che affliggono alcune zone cittadine (droga, violenza), ma anche coinvolti in storie d'amore, passioni e tradimenti, fino ad entrare a contatto con la morte.
I lieti e tragici avvenimenti formano lo spirito di gruppo dei ragazzi, traghettandoli dalla fase adolescenziale verso quella adulta.

## Colonna sonora
Articolo 31:
- Fatti un giro (dall'album Così com'è)
- Strada di città 2000 (dall'album Xché sì!)
- Fino in fondo (dall'album Xché sì!)
- Perché sì! (dall'album Xché sì!)
- Tranqi Funky (dall'album Così com'è)
- Un'altra cosa che ho perso (dall'album Messa di vespiri)
- Guapa Loca (dall'album Xché sì!)
- Raptuz rock (dall'album Xché sì!)
- Domani (dall'album Così com'è)
- Volume (dall'album Greatest Hits)
- Con le buone (dall'album Così com'è)

Gemelli DiVersi:
- Ciò che poteva essere (dall'album Gemelli DiVersi)
- Funky lobby (dall'album Gemelli DiVersi)
- Musica (dall'album 4x4)
- Un attimo ancora (dall'album Gemelli DiVersi)
- Tunaizdanaiz (dall'album Gemelli DiVersi)

Space One:
- Latin lover (dall'album Tutti contro tutti)
- Nuda (dall'album Il cantastorie)
- Provo per te (dall'album Il cantastorie)
- Profumi di strada (dall'album Tutti contro tutti)

Pooglia Tribe:
- Senza problemi (dall'album La Pooglia Tribe)
- Cime di rap (dall'album La Pooglia Tribe)
- Malati (dall'album La Pooglia Tribe)

Le iene:
- Paura

Xsense:
- Poche cose nuove

The Individuals:
- I don't wanna be loved

Reggae National Tickets:
- Cose che succedono (dall'album La Isla)

Luigi Zaccheo:
- Winterless part one
- Winterless part two

## Accoglienza
Il film si rivelò un insuccesso al botteghino e ricevette critiche negative dalla stampa specializzata.  Valeria Chiari su Filmup.com scrisse: «Inutile sottolineare la scontatezza della sceneggiatura e delle immagini; la cadenza milanese e il gergo giovanile sono piuttosto ossessivi, mentre i personaggi sono tutti eccezionali per la loro totale mancanza di spessore. Tra "cazzilli" (motorini) rubati e serate in discoteca, amici che si bucano e altri che provano a diventare corrieri per la mala morendo ammazzati, il film non racconta nulla di particolarmente nuovo e la storia avanza sui pedestri binari della banalità. La macchina da presa, il più delle volte a spalla, segue il ritmo concitato della colonna sonora, la sola parte interessante di tutta la pellicola».